# Jackie Gowler
Jackie Gowler, född 7 juni 1996 i Raetihi, är en nyzeeländsk roddare. Hennes syster Kerri Williams är också riddare.

## Karriär
Jackie Gowler var en del av Nya Zeelands lag som tog silver i åtta med styrman vid olympiska sommarspelen 2020. Hon ingick även i laget som tog brons i fyra utan styrman vid olympiska sommarspelen 2024.